# Campeonato Sul-Americano de Atletismo Sub-23 de 2016
A 7ª edição do Campeonato Sul-Americano de Atletismo Sub-23 de 2016 foi organizado pela CONSUDATLE, para atletas com até 23 anos classificados como Sub-23. As provas foram realizadas na Villa Deportiva Nacional, em Lima, no Peru, no período de 23 a 25 de setembro de 2016, sendo a segunda vez que a cidade recebe o evento. Foram disputadas 44 provas com a presença de 237 atletas de 10 nacionalidades, com destaque para o Brasil que obteve 33 medalhas no total, sendo 17 de ouro. 

## Resultados
Esses foram os resultados do campeonato. 

### Masculino
| Evento                      | Ouro                                                                                   | Ouro       | Prata                                                                      | Prata      | Bronze                                                                    | Bronze     |
| --------------------------- | -------------------------------------------------------------------------------------- | ---------- | -------------------------------------------------------------------------- | ---------- | ------------------------------------------------------------------------- | ---------- |
| 100 metros                  | Rodrigo do Nascimento (BRA)                                                            | 10.21      | Jhonny Rentería (COL)                                                      | 10.41      | Ricardo de Souza (BRA)                                                    | 10.47      |
| 200 metros                  | Rodrigo do Nascimento (BRA)                                                            | 21.20      | Fredy Maidana (PAR)                                                        | 21.36      | Gabriel Constantino (BRA)                                                 | 21.42      |
| 400 metros                  | Alexander Russo (BRA)                                                                  | 47.07      | Sergio Aldea (CHI)                                                         | 47.74      | Josué Congo (ECU)                                                         | 48.09      |
| 800 metros                  | Leandro Paris (ARG)                                                                    | 1:48.31    | Yelssin Robledo (COL)                                                      | 1:48.85    | Cristhian Castro (PER)                                                    | 1:51.88    |
| 1 500 metros                | Rafael Vicente Loza (ECU)                                                              | 3:56.37    | Carlos Maturana (CHI)                                                      | 3:56.66    | Wellerson Falcão Vivi (BRA)                                               | 3:56.84    |
| 5 000 metros                | Daniel do Nascimento (BRA)                                                             | 14:27.78   | Walter Ñaupa (PER)                                                         | 14:28.06   | Yuri Labra (PER)                                                          | 14:29.81   |
| 10 000 metros               | Jhordan Ccope (PER)                                                                    | 30:01.18   | Mauricio Díaz (PER)                                                        | 30:01.58   | Vidal Basco (BOL)                                                         | 30:05.63   |
| 20 km marcha atlética       | Iván Garrido (COL)                                                                     | 1:24:41.22 | Kenny Martín Pérez (COL)                                                   | 1:25:18.00 | Paolo Yurivilca (PER)                                                     | 1:25:18.13 |
| 110 metros barreiras        | Gabriel Constantino (BRA)                                                              | 14.10      | Juan Carlos Moreno (COL)                                                   | 14.10      | Mauricio Garrido (PER)                                                    | 14.45      |
| 400 metros barreiras        | Márcio Teles (BRA)                                                                     | 52.31      | Steeven Medina (ECU)                                                       | 52.98      | Diego Courbis (CHI)                                                       | 53.51      |
| 3.000 metros com obstáculos | Daniel do Nascimento (BRA)                                                             | 9:05.40    | Walter Ñaupa (PER)                                                         | 9:13.84    | Gerson Montes (ECU)                                                       | 9:21.95    |
| 4×100 metros estafetas      | Brasil · Derick Silva · Rodrigo do Nascimento · Gabriel Constantino · Ricardo de Souza | 39.86      | Colômbia · Juan Carlos Moreno · Deivi Díaz · Jhonny Rentería · Raúl Hernan | 40.70      | Argentina · Juan Ulián · Leonel Carrizo · Daniel Londero · Gastón Sayago  | 41.74      |
| 4×400 metros estafetas      | Brasil · Rodrigo do Nascimento · Márcio Teles · Rafael Francisco · Alexander Russo     | 3:13.73    | Equador · Jean Jacome · Carlos Peraza · Steeven Medina · Ian Corozo        | 3:17.23    | Argentina · Leonel Carrizo · Sergio Pandiani · Juan Ulián · Leandro Paris | 3:17.91    |
| Salto em altura             | Fernando Ferreira (BRA)                                                                | 2.20 m     | Daniel Córtez (COL)                                                        | 2.17 m     | Jaime Escobar (PAN)                                                       | 2.00 m     |
| Salto à vara                | José Rodolfo Pacho (ECU)                                                               | 5.10 m     | Bruno Spinelli (BRA)                                                       | 5.00 m     | Josué Gutiérrez (PER)                                                     | 4.90 m     |
| Salto em comprimento        | Higor Alves (BRA)                                                                      | 7.80 m     | Raúl Mena (COL)                                                            | 7.61 m     | Eduardo Landaeta (ECU)                                                    | 7.39 m     |
| Salto triplo                | Álvaro Cortez (CHI)                                                                    | 15.91 m    | Randy Hood (CHI)                                                           | 15.75 m    | Mateus de Sá (BRA)                                                        | 15.54 m    |
| Arremesso de peso           | Willian Dourado (BRA)                                                                  | 18.99 m    | Daniel Castillo (CHI)                                                      | 16.40 m    | Sebastián Lazen (CHI)                                                     | 16.39 m    |
| Lançamento de disco         | Mauricio Ortega (COL)                                                                  | 57.60 m    | Douglas dos Reis (BRA)                                                     | 52.76 m    | José Miguel Ballivian (CHI)                                               | 51.83 m    |
| Lançamento do martelo       | Humberto Mansilla (CHI)                                                                | 72.67 m ,  | Joaquín Gómez (ARG)                                                        | 71.56 m    | Gabriel Kher (CHI)                                                        | 69.80 m    |
| Lançamento do dardo         | Francisco Muse (CHI)                                                                   | 71.84 m    | Giovanni Díaz (PAR)                                                        | 70.89 m    | Pedro Luiz Barros (BRA)                                                   | 69.42 m    |
| Decatlo                     | Andy Preciado (ECU)                                                                    | 7162 pts   | Alex Soares (BRA)                                                          | 7079 pts   | Sergio Pandiani (ARG)                                                     | 6968 pts   |

### Feminino
| Evento                      | Ouro                                                                                | Ouro       | Prata                                                                                     | Prata      | Bronze                                                                         | Bronze     |
| --------------------------- | ----------------------------------------------------------------------------------- | ---------- | ----------------------------------------------------------------------------------------- | ---------- | ------------------------------------------------------------------------------ | ---------- |
| 100 metros                  | Evelyn Rivera (COL)                                                                 | 11.74      | Khaterine Chillambo (ECU)                                                                 | 12.012     | Javiera Cañas (CHI)                                                            | 12.018     |
| 200 metros                  | Vitória Cristina Rosa (BRA)                                                         | 23.95      | Evelyn Rivera (COL)                                                                       | 24.01      | Romina Cifuentes (ECU)                                                         | 24.50      |
| 400 metros                  | Astrid Balanta (COL)                                                                | 54.45      | Eliana Chávez (COL)                                                                       | 54.48      | Tania Caicedo (ECU)                                                            | 56.08      |
| 800 metros                  | Pía Fernández (URU)                                                                 | 2:08.83    | Johanna Arrieta (COL)                                                                     | 2:09.76    | Johanna Castro (CHI)                                                           | 2:12.45    |
| 1 500 metros                | Pía Fernández (URU)                                                                 | 4:24.51    | Zulema Arenas (PER)                                                                       | 4:25.46    | Carmen Toquaiza (ECU)                                                          | 4:26.87    |
| 5 000 metros                | Saida Meneses (PER)                                                                 | 16:34.66   | Irma Vila (BOL)                                                                           | 16:44.87   | Carmen Toquaiza (ECU)                                                          | 16:47.34   |
| 10 000 metros               | Jesica Paguay (ECU)                                                                 | 35:10.63   | Saida Ramos (PER)                                                                         | 35:52.81   | Sunilda Lozano (PER)                                                           | 36:10.55   |
| 20 km marcha atlética       | Sara Pulido (COL)                                                                   | 1:39:14.27 | Leyde Guerra (PER)                                                                        | 1:40:29.49 | Odeth Huanca (BOL)                                                             | 1:41:18.28 |
| 100 metros barreiras        | Diana Bazalar (PER)                                                                 | 13.52      | Maribel Caicedo (ECU)                                                                     | 13.85      | Natalia Pinzón (COL)                                                           | 14.01      |
| 400 metros barreiras        | Melissa González (COL)                                                              | 59.26      | Dandaduea da Silva (BRA)                                                                  | 1:01.11    | Virginia Villalba (ECU)                                                        | 1:01.58    |
| 3.000 metros com obstáculos | Belén Casetta (ARG)                                                                 | 10:05.30   | Zulema Arenas (PER)                                                                       | 10:05.43   | Rina Cjuro (PER)                                                               | 10:26.51   |
| 4×100 metros estafetas      | Equador · Mariana Poroso · Romina Cifuentes · Katherine Chillambo · Maribel Caicedo | 45.13      | Brasil · Vitória Cristina Rosa · Tamiris de Liz · Mariana Ferreira · Evelyn de Paula      | 45.74      | Peru · Jimena Copara · Diana Bazalar · Mariana Macarachvili · Gabriela Delgado | 47.72      |
| 4×400 metros estafetas      | Colômbia · Melissa González · Evelyn Rivera · Natalia Pinzón · Astrid Balanta       | 3:42.19    | Brasil · Daysiellen Dias · Tiffani Beatriz da Silva · Karina da Rosa · Dandadeua da Silva | 3:47.14    | Equador · Virginia Villalba · Deyanira Ortiz · Coraima Cortez · Tania Caicedo  | 3:51.55    |
| Salto em altura             | Lorena Aires (URU)                                                                  | 1.76 m     | Julia Cristina Silva (BRA)                                                                | 1.76 m     | María Fernanda Murillo (COL)                                                   | 1.76 m     |
| Salto à vara                | Juliana Campos (BRA)                                                                | 3.90 m     | Noelina Mandarieta (ARG) Ana Quiñonez (ECU)                                               | 3.80 m     | Não concedido                                                                  |            |
| Salto em comprimento        | Claudine Paola de Jesus (BRA)                                                       | 5.95 m     | Macarena Borie (CHI)                                                                      | 5.69 m     | Alejandra Arévalo (PER)                                                        | 5.60 m     |
| Salto triplo                | Claudine Paola de Jesus (BRA)                                                       | 13.12 m    | Adriana Chila (ECU)                                                                       | 13.09 m    | Valeria Quispe (BOL)                                                           | 12.74 m    |
| Arremesso de peso           | Izabela da Silva (BRA)                                                              | 16.25 m    | Yerlín Mesa (COL)                                                                         | 15.13 m    | Grace Conley (BOL)                                                             | 14.87 m    |
| Lançamento de disco         | Izabela da Silva (BRA)                                                              | 53.04 m    | Ailen Armada (ARG)                                                                        | 51.24 m    | Lara Capurro (ARG)                                                             | 46.27 m    |
| Lançamento do martelo       | Mayra Gaviria (COL)                                                                 | 61.55 m    | Paola Miranda (PAR)                                                                       | 59.54 m    | Ana Bayer (BRA)                                                                | 56.39 m    |
| Lançamento do dardo         | Edivania Araújo (BRA)                                                               | 55.94 m    | Laura Aredes (PAR)                                                                        | 50.91 m    | Valentina Salazar (CHI)                                                        | 49.23 m    |
| Heptatlo                    | Fiorella Chiappe (ARG)                                                              | 5149 pts   | Martina Corra (ARG)                                                                       | 5042 pts   | Karen Lopes (BRA)                                                              | 5009 pts   |

## Quadro de medalhas
Essa foi a classificação final do evento realizado no Peru. Nessa edição não contou com a presença da Venezuela. 
| Ordem | País      | Medalha de ouro | Medalha de prata | Medalha de bronze | Total |
| ----- | --------- | --------------- | ---------------- | ----------------- | ----- |
| 1     | Brasil    | 19              | 7                | 7                 | 33    |
| 2     | Colômbia  | 8               | 12               | 2                 | 22    |
| 3     | Equador   | 5               | 4                | 9                 | 18    |
| 4     | Peru      | 3               | 7                | 9                 | 19    |
| 5     | Chile     | 3               | 5                | 8                 | 16    |
| 6     | Argentina | 3               | 4                | 4                 | 11    |
| 7     | Uruguai   | 3               | 0                | 0                 | 3     |
| 8     | Paraguai  | 0               | 4                | 0                 | 4     |
| 9     | Bolívia   | 0               | 1                | 4                 | 5     |
| 10    | Panamá    | 0               | 0                | 1                 | 1     |
| Total | Total     | 44              | 44               | 44                | 132   |

## Participantes
As nações poderiam inscrever até dois atletas por evento e uma equipe por revezamento, com um limite de 85 atletas.  A Venezuela recusou-se a participar devido à  crise econômico do país. 
| - Argentina (19) - Bolívia (12) - Brasil (40) - Chile (35) | - Colômbia (22) - Equador (44) - Panamá (1) - Paraguai (12) | - Peru (48) - Uruguai (4) |

Legenda
| Recorde mundial       | Recorde mundial (World record)               |                       | Recorde africano                      | Recorde africano (African) |                                           | Q | Classificado por posição (Qualified) |
| Recorde do campeonato | Recorde do campeonato (Championship record)  | Recorde da América    | Recorde da América (Americas)         | q                          | Classificado por melhor tempo (Qualified) |   |                                      |
| Melhor marca do ano   | Melhor marca do ano (World leading)          | Recorde asiático      | Recorde asiático (Asian)              | DNS                        | Não largou (Did not start)                |   |                                      |
| Recorde nacional      | Recorde nacional (National record)           | Recorde europeu       | Recorde europeu (European)            | DNF                        | Não terminou (Did not finish)             |   |                                      |
| Recorde pessoal       | Recorde pessoal do atleta (Personal best)    | Recorde da Oceania    | Recorde da Oceania (Oceania)          | DSQ / DQ                   | Desclassificado (Disqualified)            |   |                                      |
| Recorde da temporada  | Recorde da temporada do atleta (Season best) | Recorde sul-americano | Recorde sul-americano (South America) | NM                         | Sem marca (No mark)                       |   |                                      |